# Raub (Distrikt)
Raub District (Daerah Raub, Jawi: arabisch ﺭءﺍﻭﺏ, chinesisch 劳勿县, Tamil ரவுப்) ist ein Daerah (Verwaltungsdistrikt) im malaysischen Bundesstaat Pahang. Er liegt im Westen von Pahang, an der Grenze zu Selangor und Perak. Die Einwohnerzahl beträgt 96.139 (Stand: 2020).

## Geographie
Der Distrikt grenzt an die Distrikte Lipis District, Jerantut District, Temerloh District, Bentong District und Hulu Selangor District von Selangor, sowie an Perak. Der Distrikt ist unterteilt in 7 mukim (Sub-Distrikte): 
- Batu Talam (57.000 ha)
- Dong (7.500 ha)
- Gali (65.300 ha, Hauptort)
- Hulu Dong (19.200 ha)
- Sega (15.500 ha)
- Semantan Hulu (33.400 ha)
- Teras (Tras, 29.000 Ha)

Raub District.

Insgesamt umfasst der Distrikt 2268,33 km² (2271 km²).
Raub Distrikt liegt westlich des zentralen Pahang und am östlichen Fuß des Höhenzuges, welcher das Rückgrat der Malaiische Halbinsel, der Titiwangsa-Bergkette (Gunung Gapis, Gunung Jua)bildet. Auf der Ostseite wird er vom Massiv des Gunung Benom begrenzt. Ein Teil des Bergmassivs steht als Forest Jarum (Hutan Lipur Lata Jarum) unter Naturschutz. Auch Fraser’s Hill (Bukit Fraser) mit ausgeprägten Wanderrouten erstreckt sich auf das Gebiet des Distrikts (Jeriau Waterfall, Maxwell Trail, Hemmant Trail, Bishop Trail u. a.)
Das Siedlungsgebiet ist daher zwischen den Bergketten eingebettet, wobei die Hügel Bukit Koman und Bukit Kolam direkt beim Siedlungsgebiet liegen. Die Flüsse entwässern entweder nach Norden in Richtung auf Kuala Lipis (Sungai Gali, Sungai Dong) oder nach Süden in Richtung Bentong (Sungai Raub, Sungai Kelau mit Zuflüssen, u. a. Anak Sungai Terus, Sungai Bilut, Sungai Ruan).
Aufgrund der gebirgigen Umgebung gibt es zahlreiche Wasserfälle und Wanderwege, die touristisch genutzt werden (Allan’s Water).
Das Gebiet wird hauptsächlich landwirtschaftlich genutzt. Es gibt einen größeren Obstanbau für Durian.
Im Süden des Distrikts befindet sich das Krau Wildlife Reserve mit dem National Elephant Conservation Centre Kuala Gandah NECC (Pusat Konservasi Gajah Kebangsaan).

### Siedlungen
| - Tras - Batu Talam - Dong - Sang Lee - Sungai Chetang - Fraser’s Hill - Bukit Koman - Simpang Kalang - Cheroh - Batu 12 | - Sempalit - Sungai Ruan - Sungai Krau - Sungai Lui - Sungai Chalit - Jenud - Sega Lama - Ulu Renggol - Jeruas - Sengkela | - Chenua - Kuala Atok - Ulu Atok - Jeram Besu - Felda Krau - Felda Tersang - Pos Buntu - Felda Lembah Klau |

## Demographie
Das Department of Statistics Malaysia hat 2010 die folgenden Zahlen ermittelt.
| Ethnie                                    | Population | Prozentanteil |
| ----------------------------------------- | ---------- | ------------- |
| Bumiputera                                | 58.325     | 63,3 %        |
| Chinese 馬來西亞華人; Orang Cina Malaysia | 27.684     | 30,0 %        |
| Indian மலேசிய இந்தியர்கள்                       | 5.871      | 6,4 %         |
| Andere                                    | 282        | 0,3 %         |
| Gesamt                                    | 92.162     | 100%          |

## Federal Parliament und State Assembly
Handan Hussin

## Bildung
Neben einigen öffentlichen Schulen (Bangunan Gunasama Persekutuan, Jabatan Perkhidmatan Haiwan, Sekolah Menengah Kebangsaan Seri Raub, Sekolah Menengah Kebangsaan Sungai Ruan, Sekolah Menengah Kebangsaan Dato Shahbandar Hussain, Sekolah Menengah Kebangsaan Tengku Kudin, Sekolah Kebangsaan Mahmud) gibt es in Raub zahlreiche Koranschulen und eine methodistische Privatschule (Sekolah Menengah Kebangsaan (P) Methodist / Sekolah Kebangsaan Perempuan Methodist).

## Religion
Außer der Moschee Masjid Tengku Abu Bakar Raub gibt es mehrere christliche Gemeinden, die vor allem bestimmten Ethnien zugeordnet werden können (Tamil Methodist Church Raub (TMC Raub), Raub Assembly Of God, Raub Gospel Chapel).